# Torre del Greco
Torre del Greco je italské město v oblasti Kampánie, její čtvrté největší město. Město je známé zpracováním korálů. Nachází se nedaleko sopky Vesuv a velkoměsta Neapol.

## Vývoj počtu obyvatel
Počet obyvatel

## Osobnosti města
- Niccolò Antonio Zingarelli (1752 – 1837), hudební, převážně operní, skladatel
- Salvatore Accardo (* 1941), houslista

## Partnerská města
- Montesarchio, Itálie